# Teslina turbina
Teslina turbina je turbina bez lopatica, koju je izumio Nikola Tesla 1913. Umjesto lopatica ona koristi djelovanje graničnih slojeva između fluida (plinovi, tekućine, pare) i višestrukih vrhova glatkih diskova. Granični dijelovi fluida djeluju na diskove zbog viskoznosti (trenje fluida) i privlačnih sila slojeva diska i fluida. Kako rotor nema lopatica, niti bilo kakvih isturenih dijelova, on je veoma čvrst.
Teslina turbine bi trebala imati vrlo mali razmak između diskova, najviše 0,4 mm i površina treba biti vrlo glatka. U Teslino vrijeme se nisu mogli naći takvi materijali za vrlo tanke diskove, budući su se pod opterećenjem iskrivljavali i deformirali, i zato Teslina turbina nije doživjela komercijalni uspjeh.
Još uvijek se danas ispituju načini primjene Tesline turbine, čak i postoji od 2010. i konstrukcija za vjetroelektrane. Prednost leži u korištenju za male snage turbina. Teslina želja je bila iskoristiti njegovu turbinu za korištenje geotermalne energije.

## Povijest izuma
Tesla je bio svjestan činjenice da bi fluid, kao nositelj mehaničke energije, bio u radu turbine što efikasnije i ekonimičnije iskorišten, njemu moraju promjena brzine i smjera kretanja biti što manje. To je postigao samim kučištem turbine koje usmjeri fluid da se kreće spiralno.
Također je uzeo u obzir viskozitet fluida i međudjelovanja graničnih slojeva između fluida i čvrstih tijela. Ta je svojstva fluida Tesla po prvi put iskoristio za pokretanje turbine. Da bi se što više iskoristila spomenuta svojstva fluida, Tesla je konstruirao rotor od metalnih diskova.

## Teslina turbina za vjetroagregate
Istraživačka tvrtka iz New Hampshirea nedavno je patentirala svoju verziju turbine na vjetar bez lopatica. Ona se zasniva na patentu koji je 1913. dobio Nikola Tesla. Unatoč tome, ova je turbina dobila naziv Fullerova turbina na vjetar (eng. Fuller Wind Turbine), a razvila ju je tvrtka Solar Aero. Posebnost turbine jest ta da ima samo jedan rotirajući dio, nazvan turbinsko vratilo. Cijeli se stroj nalazi sastavljen unutar kućišta. Vjetroagregati nisu popularne kod ekologa jer od njih stradavaju ptice i šišmiši, a stvaraju buku koja smeta stanovnicima u njihovoj blizini. Industrija nastoji pronaći rješenje za ove probleme radeći zajedno s ekološkim skupinama, zakonodavcima i drugim zainteresiranim stranama.
Ona ima više prednosti pred tradicionalnim turbinama s lopaticama. Tek pažljiviji pogled u tu turbinu kao jedino vidljivo kretanje otkriva njezino prilagođavanje smjeru puhanja vjetra. Stoga se ova turbina može koristiti kod vojnog nadzora ili na radarskim instalacijama jer nema pokretnih lopatica koje bi stvarali poteškoće. Još jedna prednost je da njezina proizvodnja energije nije skupa. Prema proizvođaču turbine, ona bi trebala proizvoditi struju po istoj cijeni kao i elektrana na ugljen. Budući da nema lopatice, ni održavanje ne bi smjelo biti problematično zbog čega su niži operativni troškovi. Turbina se uglavnom nalazi na magnetnim ležajevima. Još jedna prednost je da se sva njezina oprema za proizvodnju električne struje nalazi na razini tla, što također olakšava održavanje. Stoga proizvođač navodi da će završni troškovi rada ove turbine iznositi oko 1,5 američki dolar po kWh ili 2/3 troškova konvencionalnih turbina s lopaticama.
Ako se pogleda Teslina turbina patentirana 1913., uočava se da ona radi tako što koristi viskozni tok fluida koji pokreće turbinu i tako stvara energiju. Teslina turbina ima više glatkih diskova s mlaznicama koje šalju plin prema rubovima diska. Plinovi se povlače po disku slijedeći načelo viskoznosti i prianjanja sloja plina uz površinu. Kako plin usporava i predaje snagu diskovima, tako se on kovitla u središtu ispuha. Budući da rotor nema izbojaka, vrlo je snažan i čvrst. Diskovi u turbini moraju biti tijesno raspoređeni da mogu koristiti viskozni tok. Teslina turbina ima iznimno tanke diskove da se smanje turbulencije na rubovima i tako poveća njihova učinkovitost. Te 1913. Tesla nije mogao naći metale primjerene kvalitete da bi turbina radila učinkovito. Sada gotovo stoljeće kasnije, ta su ograničenja nadvladana.

## Vanjske poveznice
- Mali model Tesline turbine, Youtube user PlasmaStar9
- 9" Nerđajuća i polikarbonatska Teslina turbina radi na 80 psi tlak zraka hooked up to a power meter
- Plastična Teslina turbina u jednom komadu
- Napravi svoju vlastitu Teslinu turbinu, serija od 6 videa na YouTube.